# Dysaphis capsellae
Dysaphis capsellae är en insektsart. Dysaphis capsellae ingår i släktet Dysaphis och familjen långrörsbladlöss. Inga underarter finns listade i Catalogue of Life.